# Nikola Ivanović (košarkaš)
Nikola Ivanović (Podgorica, 19. veljače 1994.), crnogorski košarkaš koji igra na poziciji razigravača. Igra za Crvenu Zvezdu, a igrao je za Budućnost iz podgorice i podgorički Joker u kojem je ponikao i za barski Mornar za koji je odigrao svoju prvu seniorsku sezonu. Visok je 190 cm. Poznat je po pobjedonosnoj trici s više od pola igrališta za Crnu Goru protiv Srbije na gostovanju u kvalifikacijama za EP 2013. Jedan je od najvećih europskih košarkaških talenata na poziciji razigravača.